# 马珠足甲螨科
马珠足甲螨科（学名：Machadobelbidae）是疥螨目下的一个科。

## 下属分类
本科包括以下属：
- 马珠足甲螨属 Machadobelba Balogh, 1958
- Ramogneta Karppinen, 1966